# برايان ميلو
برايان ميلو هو مغني كندي، ولد في 15 أغسطس 1982 في هاميلتون في كندا.

## وصلات خارجية
- برايان ميلو على موقع ميوزك برينز (الإنجليزية)